# Ugāle (stacja kolejowa)
Ugāle (ros. Угале) – stacja kolejowa w miejscowości Ugāle, w gminie Windawa, na Łotwie. Położona jest na linii Windawa - Tukums.